# Пјотр Николајевич Грузински
Кнез Пјотр Николајевич Грузински (буквално „Петар од Грузије“; Курск, 1837 – 1892) био је руски сликар племићког грузијског порекла. Он је сликао пејзаже и жанровске слике, а био је познат и по сликама сцена битака из Кавкаског рата.
Био је син кнеза Николоза Грузинског и потомак краљевске лозе Мукхрани из династије Багратиони која се преселила у царску Русију у 18. веку. Пјотр Николајевич Грузински је био последњи директни мушки потомак краља Вахтанга VI од Картлија и последњи у краљевској лози Мукхрани.

## Галерија
- Брђани напуштају аул, 1872.
- Дом
- Поштар
- Пијаца у Фонтенблоу
- Масленица
- Черкези у планинама